# Sint-Mauritiuskerk (Keulen)
De Sint-Mauritiuskerk (Duits: Pfarrkirche St. Mauritius) is een rooms-katholieke parochiekerk in Keulen en heeft een geschiedenis die teruggaat tot het jaar 1135. Het bouwwerk staat op de naar de kerk vernoemde Mauritiuskirchplatz in de zuidelijke binnenstad van Keulen.

## Geschiedenis
De oudste voorganger van de Mauritiuskerk betrof een eigenkerk van de abdij Sint-Pantaleon, dat in de toenmalige voorstad veel grondbezit had. Exacte dateringen over het ontstaan van deze kerk kunnen niet worden gegeven. In Keulen waren er meer dan 100 van dergelijke eigenkerken, een verschijnsel waarvan het zwaartepunt tussen de 9e en 10e eeuw lag. De groeiende bevolking zorgde ook voor een toenemend aantal gewone gelovigen in de eigenkerk en verstoorde na verloop van tijd zelfs de monastieke liturgie van de monniken in Sint-Pantaleon. Het leidde uiteindelijk tot de bouw van een grotere kerk voor het nieuw opgerichte kerspel. Een welgestelde burger schonk in 1135 een grote som geld voor de nieuwbouw, die de af te breken eigenkerk moest vervangen. Na een bouwperiode van zes jaar werd de kerk in het jaar 1141 door aartsbisschop Arnold I van Keulen aan de heilige Mauritius gewijd.
Naast de kerk werd in dezelfde periode een benedictinessenklooster gesticht. Voor hen was in de kerk een speciale galerij gemaakt.
De kerk werd gebouwd in de directe nabijheid van de eerste stadsmuur van Keulen, waarvan de resten nog altijd in de tuinen van de achter de kerk aan de Mauritiussteinweg gelegen huizen te zien zijn. Het gebouw was onderdeel van de in 1106 begonnen tweede stadsuitbreiding in het westelijke deel van de stad en behoorde net als de naburige Apostelenkerk en de Sint-Pantaleonkerk op dat moment nog niet tot het eigenlijke stadsgebied. Vanaf circa 1180 werd begonnen met de versterking van de groeiende Pantaleonvoorstad en werd deze bij de stad Keulen getrokken.
Het van oorsprong romaanse, drieschepige gebouw werd als eerste van de Keulse kerken voorzien van gewelven. De drie traveeën tellende kerk kreeg geen dwarsschip en had aan de oostelijke kant drie apsissen. Tussen de apsissen stonden decoratieve traptorens. Aan de westelijke zijde stond een massieve toren met een piramidedak. In de laatgotische tijd werden er diverse verbouwingen uitgevoerd. Zo werden de vensters van de zijschepen en de apsissen vergroot. Het interieur werd in 1483 verrijkt met een nieuw hoogaltaar. In de 18e eeuw werd de kerk in de barokke stijl heringericht.
De Franse bezetting van de stad in de 19e eeuw luidde het einde in van de oude parochie- en kloosterkerk. Na de opheffing van het nonnenklooster in 1802 werd het westelijke deel van de kerk aan de hoogste bieder verkocht. In 1830 volgde de afbraak van dit deel van de kerk tot op de onderste verdieping. Alhoewel er al binnen twee jaar een houten klokkentoren werd gebouwd en de parochie in 1842 een financieel plan voor behoud had opgesteld, was het einde van de kerk niet meer te voorkomen. Na lange debatten over behoud of sloop lieten de autoriteiten in 1846 de rest van het kerkgebouw wegens aanzienlijke schade en instortingsgevaar slopen (met uitzondering van delen van de onderbouw).

## De neogotische kerk
Een schenking in 1856 van de Keulse burger Franz Heinrich Nikolaus Franck van 80.000 Thaler maakte de bouw van een nieuwe kerk mogelijk. De eerste steen van de drieschepige basiliek volgde op 16 mei 1861; het gebouw kon plechtig worden ingewijd op 8 juni 1865. De voltooiing van de toren die bekroond werd door een 3,5 meter hoog beeld van Mauritius vond plaats op 28 november 1866. Na de verwoestingen in de Tweede Wereldoorlog stonden slechts de toren en delen van de buitenmuren van de kerk nog overeind. Vanaf het jaar 1956 werd begonnen met de bouw van een kleiner, modern kerkgebouw waarin delen van het oude kerkgebouw en het koor werden geïntegreerd.

## De naoorlogse kerk
In de naoorlogse jaren 1951-1956 werkte de Keulse architect Fritz Schaller aan het herontwerp en de wederopbouw van het beschadigde kerkgebouw. In het ontwerp betrok de architect de contouren van het gedeeltelijk bewaard gebleven bouwwerk in een polygonale ruimte. Het bewaard gebleven koor kreeg een octagoon als bekroning. Het voormalige kerkschip werd verbouwd tot een lichte binnenhof met overdekte zijgangen tussen de kerkhal en de afzonderlijke toren. De weliswaar beschadigde maar wat de constructie betreft nog intacte toren werd samen met bewaarde delen van het kerkschip en het koor op harmonische wijze met elkaar verbonden en in esthetische zin overtuigend in de nieuwbouw geïntegreerd. Ook bleven de flanktorens van het koor bewaard.

## Interieur
Slechts weinig voorwerpen van het oude interieur hebben de verwoestingen overleefd. De Keulse beeldhouwer Elmar Hillebrand ontwierp de nieuwe liturgische inrichting van de kerk. De vensters in het octogoon boven het koor en de venstergalerijen in de zijmuren, waarin de neogotische pijlers van de oude buitenmuren werden geïntegreerd, zijn gemaakt door de Keulse kunstenaar Franz Pauli. Enkele bijzondere voorwerpen zijn het pestkruis (Keulen, 1415), een uit de 17e eeuw stammend schilderij van het martelaarschap van de heilige Reinout met op de achtergrond een stadsgezicht van Keulen en een laatgotische kruisigingsgroep in het koor dat gedateerd wordt op 1520-1525.

## Klokken

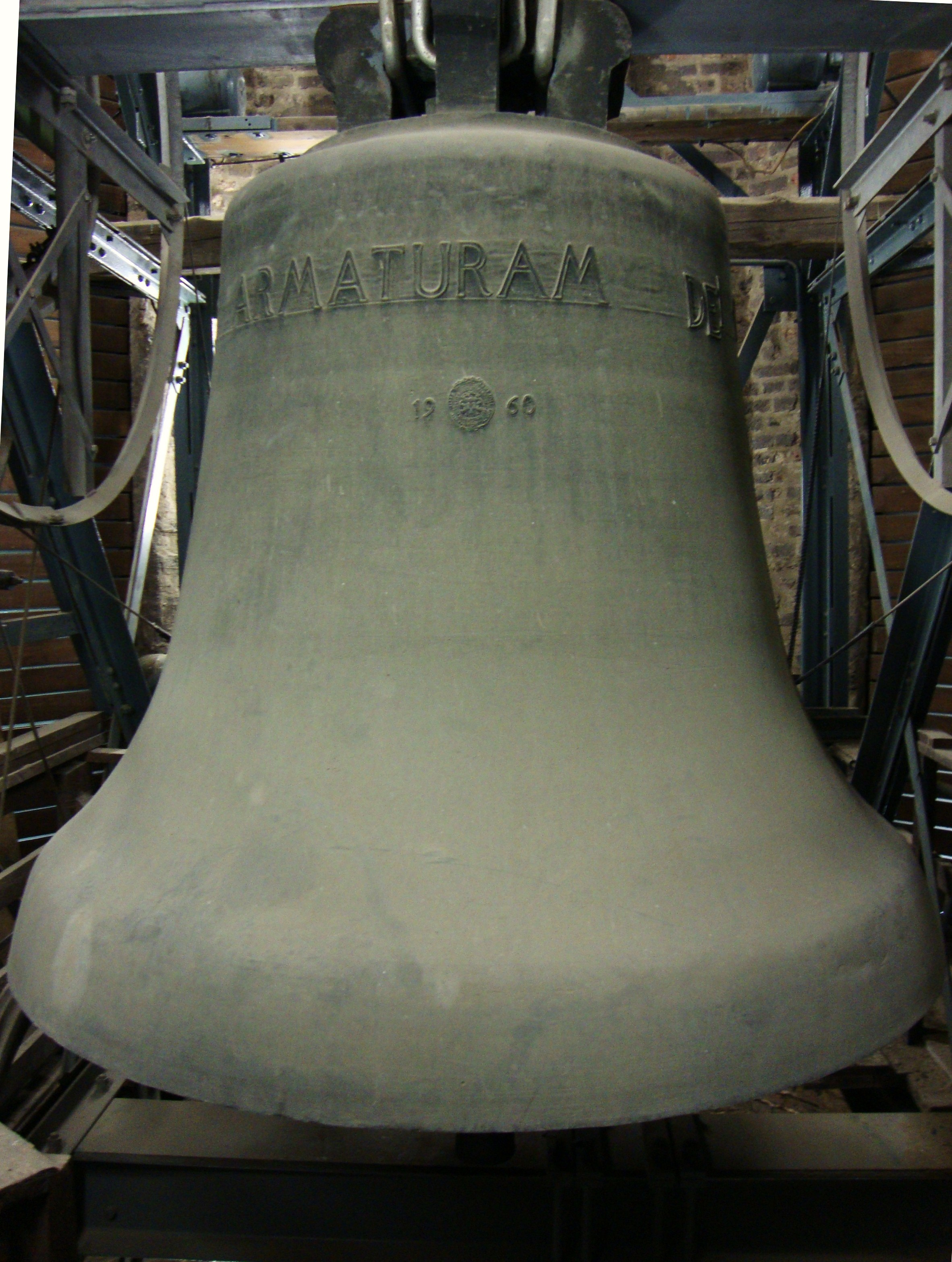
De Mauritiusklok

In de toren hangen vijf klokken en werden tussen 1958-1960 door de klokkengieterij Petit & Gebr. Edelbrock uit Gescher gegoten. De klokken uit 1879 konden na de oorlogsschade niet meer worden gebruikt. De grote Mauritiusklok behoort tot de grootste klokken van Keulen. Elke vrijdag om 15:00 uur (behalve op Goede Vrijdag) wordt de Mauritiusklok geluid ter herinnering aan het stervensuur van Christus. De kleinste klok, de angelusklok, werd geschonken door bondskanselier Konrad Adenauer, die op 25 januari 1876 in de Mauritiuskerk gedoopt werd. Bij doordeweekse missen luiden de Broeder Konrad- en Elisabethklok, op zondagse missen luiden naast de Broeder Konrad- en Elisabethklok ook de Michaël- en Mariaklok. Op hoogfeesten worden alle klokken geluid,
| Nr. | Naam          | Gietjaar | Gieter                  | Doorsnee (mm) | Gewicht (kg, ca.) | Slagtoon (HT-1/16) | Inschrift                                |
| --- | ------------- | -------- | ----------------------- | ------------- | ----------------- | ------------------ | ---------------------------------------- |
| 1   | Mauritius     | 1960     | Petit & Gebr. Edelbrock | 1.980         | 4.900             | as0 +5             | + HL. MAURITIUS ACCIPITE ARMATURAM DEI + |
| 2   | Maria         | 1958     | Petit & Gebr. Edelbrock | 1.550         | 2.300             | c1 +4              | SALVE REGINA                             |
| 3   | Michael       | 1958     | Petit & Gebr. Edelbrock | 1.291         | 1.350             | es1 +5             | HL. MICHAEL QUIS UT DEUS                 |
| 4   | Elisabeth     | 1958     | Petit & Gebr. Edelbrock | 1.140         | 900               | f1 +6              | HL. ELISABETH CARITAS CHRISTI URGET NOS  |
| 5   | Bruder Konrad | 1959     | Petit & Gebr. Edelbrock | 945           | 500               | as1 +6             | HL. BRUDER KONRAD PORTA COELI            |

## Afbeeldingen

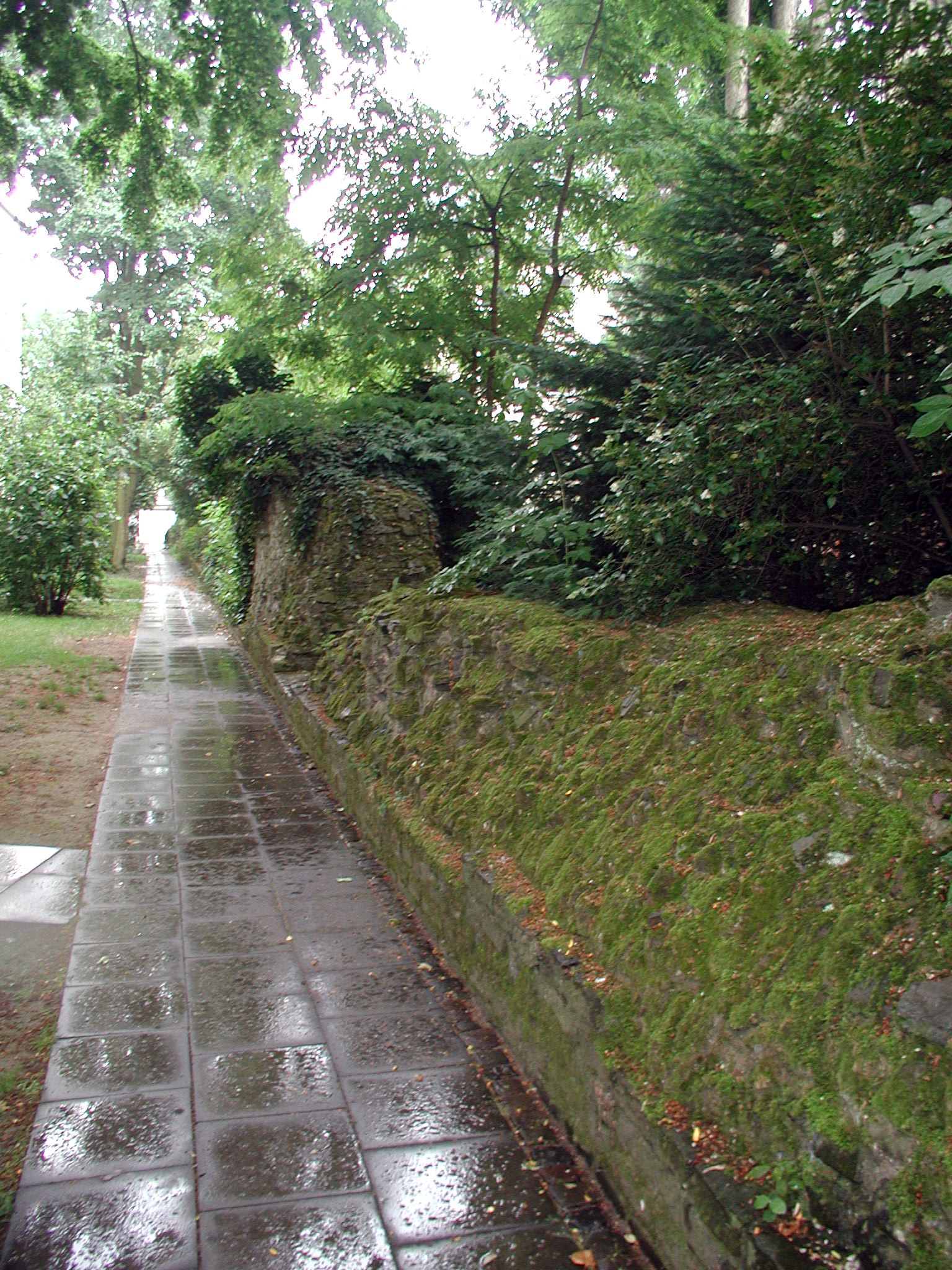
Resten van de oude romeinse muur achter de kerk
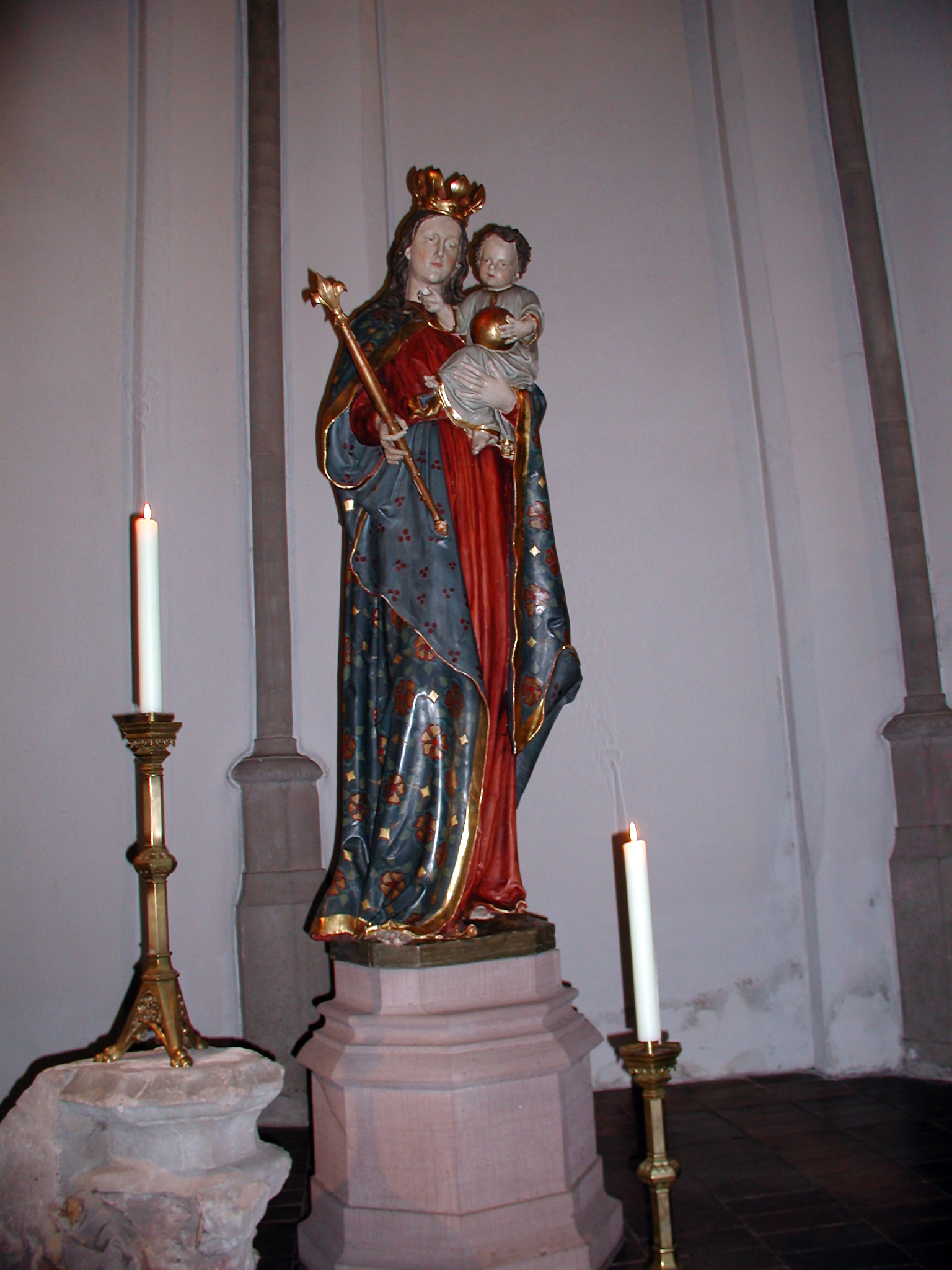
Beeld van Maria met Kind